# 切爾涅利夫齊
49°12′2″N 27°48′18″E / 49.20056°N 27.80500°E
切爾內利夫齊（烏克蘭語：Чернелівці）是位於烏克蘭西部的村莊，由赫梅利尼茨基州裡赫梅利尼茨基區的沃夫科溫齊市鎮負責管轄。該村始建於1680年，面積1.51平方公里，海拔高度305米，2001年人口198，人口密度每平方公里130.78人。